# Kfar Monash
Kfar Monash (în ebraică כְּפַר מוֹנַשׁ, lit. satul Monash) este un moșav din centrul Israelului. Situat în partea de nord a câmpiei Sharon și acoperind 2.700 dunami, aceasta intră sub jurisdicția Consiliului egional Valea Hefer. În 2019 avea o populație de 943 de locuitori. Marea majoritate a locuitorilor săi sunt evrei.

## Istoric
Moșavul a fost fondat în 1946 de către foști  militari australieni evrei, și a fost numit după generalul evreu australian, Sir John Monash. Este cunoscut printre arheologi ca locul de descoperire al Tezaurului Kfar Monash.
Centrul Academic Ruppin, înființat în 1949, este situat în apropiere. La fondarea sa, satul conținea o tipografie sofisticată și era implicat în producerea de hărți și atlase. Cu toate acestea, criza economică de la începutul anilor 1950 a dus la închiderea tipografiei în 1953, iar agricultura a devenit principalul mijloc de trai al majorității locuitorilor.
Agricultura și creșterea locală constă în principal din livezi de citrice, dar include și cultivarea florilor în sere și creșterea găinilor și curcanilor.

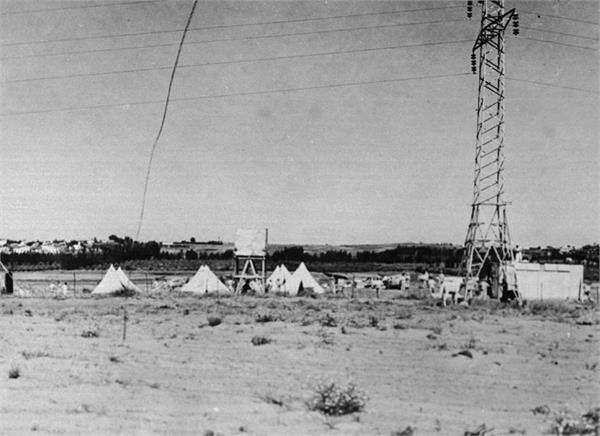
Kfar Monash în 1946
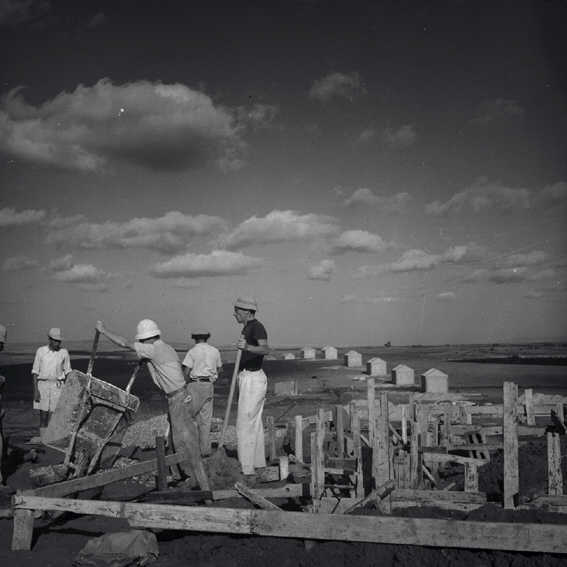
Kfar Monash în 1947
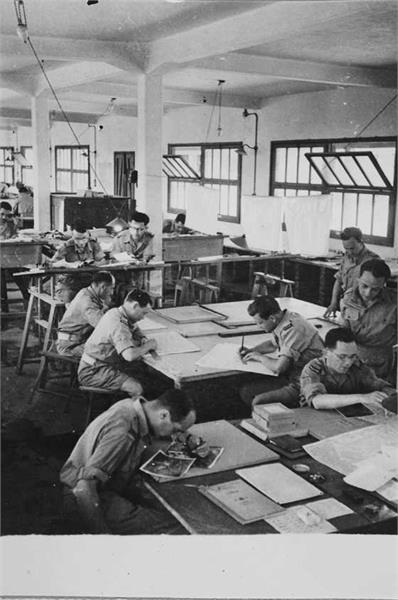
Kfar Monash în 1946
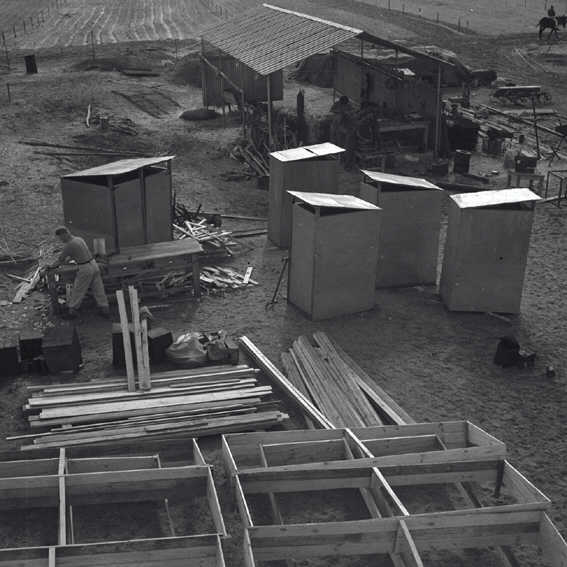
Kfar Monash în 1947